# ТБ-1 (реактивный снаряд)
ТБ-1 (TB-1) — термобарический реактивный снаряд, производимый армянской компанией Гарни-лер.
Предназначен для поражения укрытых огневых точек противника, вывода из строя легкобронированной и автомобильной техники, уничтожения живой силы противника. Реактивный снаряд TB-1 оснащен. термобарической боевой частью массой 4,4 кг с контактным взрывателем ZP-02. При пуске из гранатомета максимальное отклонение от вертикали составляет 2,5 м, по горизонтали – 1 м. По оценке Гарни-лер, радиус сплошного поражения для гранаты с боевой частью TB-1 составляет 35 м.
Предназначен для использования РСЗО N-2

## На вооружении
- Армения — Вооружённые силы Армении